# Caleel Harris
Caleel Harris (* 19. April 2003) ist ein US-amerikanischer Schauspieler und Synchronsprecher. Bekannt ist er durch die Synchronisation von Clyde McBride in der Serie Willkommen bei den Louds.

## Leben
Harris ist der jüngere Bruder von Curtis Harris. Seine bekannteste Schauspielrolle ist Duke in der Filmkomödie Denk wie ein Mann und der Fortsetzung Denk wie ein Mann 2. Er hatte auch einen Auftritt in der Serie Nicky, Ricky, Dicky & Dawn.

## Filmografie (Auswahl)
- 2011: Hawthorne (Fernsehserie, Episoden 3x04–3x06)
- 2012: Denk wie ein Mann (Think Like a Man)
- 2013: Nennt mich verrückt! (Call Me Crazy: A Five Film, Fernsehfilm)
- 2014: Denk wie ein Mann 2 (Think Like a Man 2)
- 2014: Kirby Buckets (Fernsehserie, Episode 1x02)
- 2015: Nicky, Ricky, Dicky & Dawn (Fernsehserie, Episode 2x05)
- 2016–2018: Willkommen bei den Louds (The Loud House, Fernsehserie, 41 Episoden, Sprechrolle)
- 2017: Navy CIS: L.A. (Fernsehserie, Episode 9x06)
- 2018: Castle Rock (Fernsehserie, 9 Episoden)
- 2018: Gänsehaut 2 – Gruseliges Halloween (Goosebumps 2: Haunted Halloween)
- 2019: When They See Us (Fernsehserie, 9 Episoden)
- 2021–2023: Swagger (Fernsehserie, 18 Episoden)